# Gai, Armenia
Gai (în armeană Գայ; până în 1978 Khatunarkh) este un sat din provincia Armavir a Armeniei. A fost fondat în anii 1670 și a fost numit după soția lui Sefi Khan. În 1978 a fost redenumit în onoarea unui erou al Războiului Civil Rus, Hayk Bzhshkian, al cărui nom de guerre a fost „Gai”.

## Legături externe
- Gai, Armenia la GEOnet Names Server